# Budapesti Műszaki és Gazdaságtudományi Egyetem

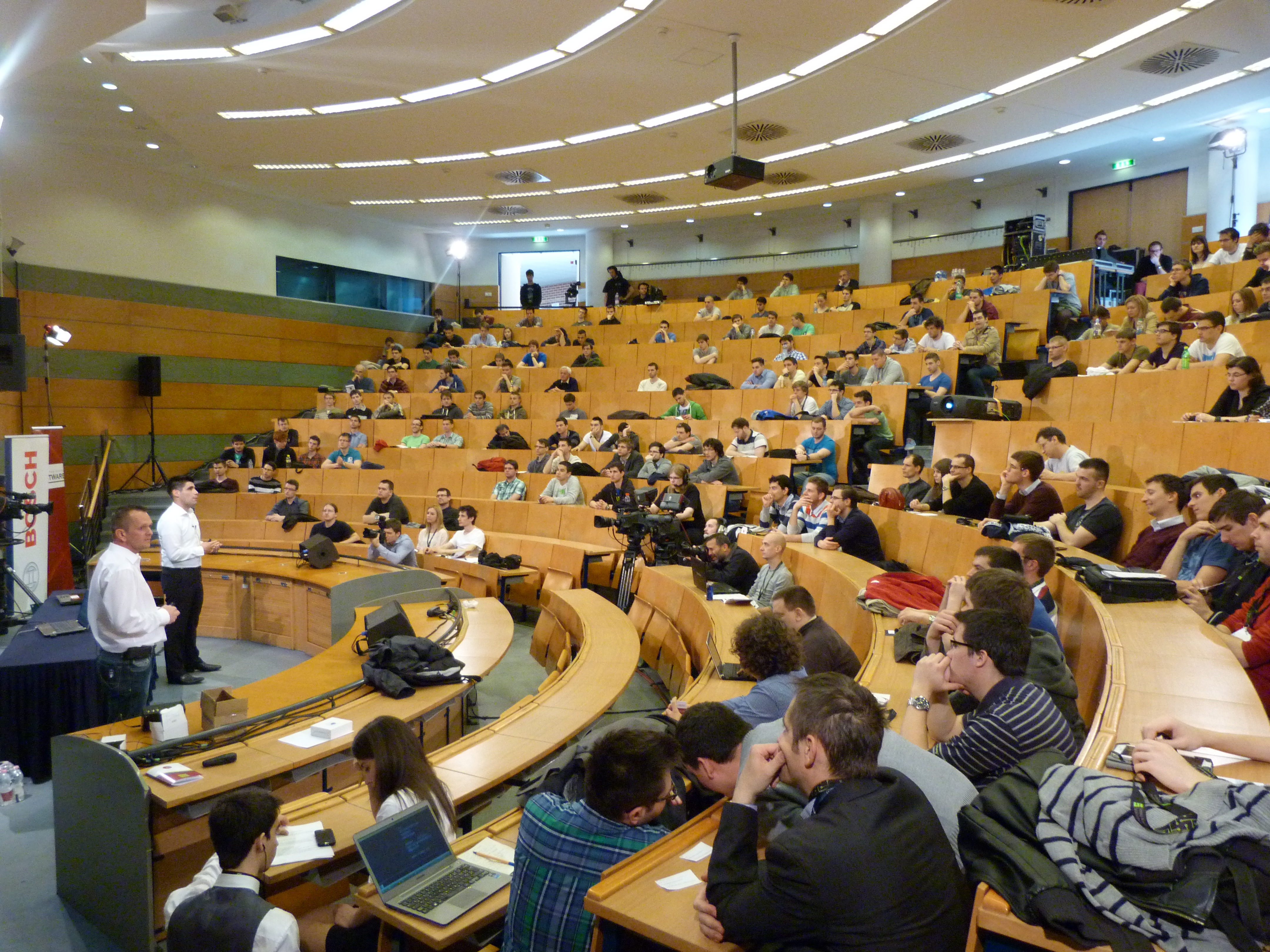
Az IB028 előadó a BME I épületében

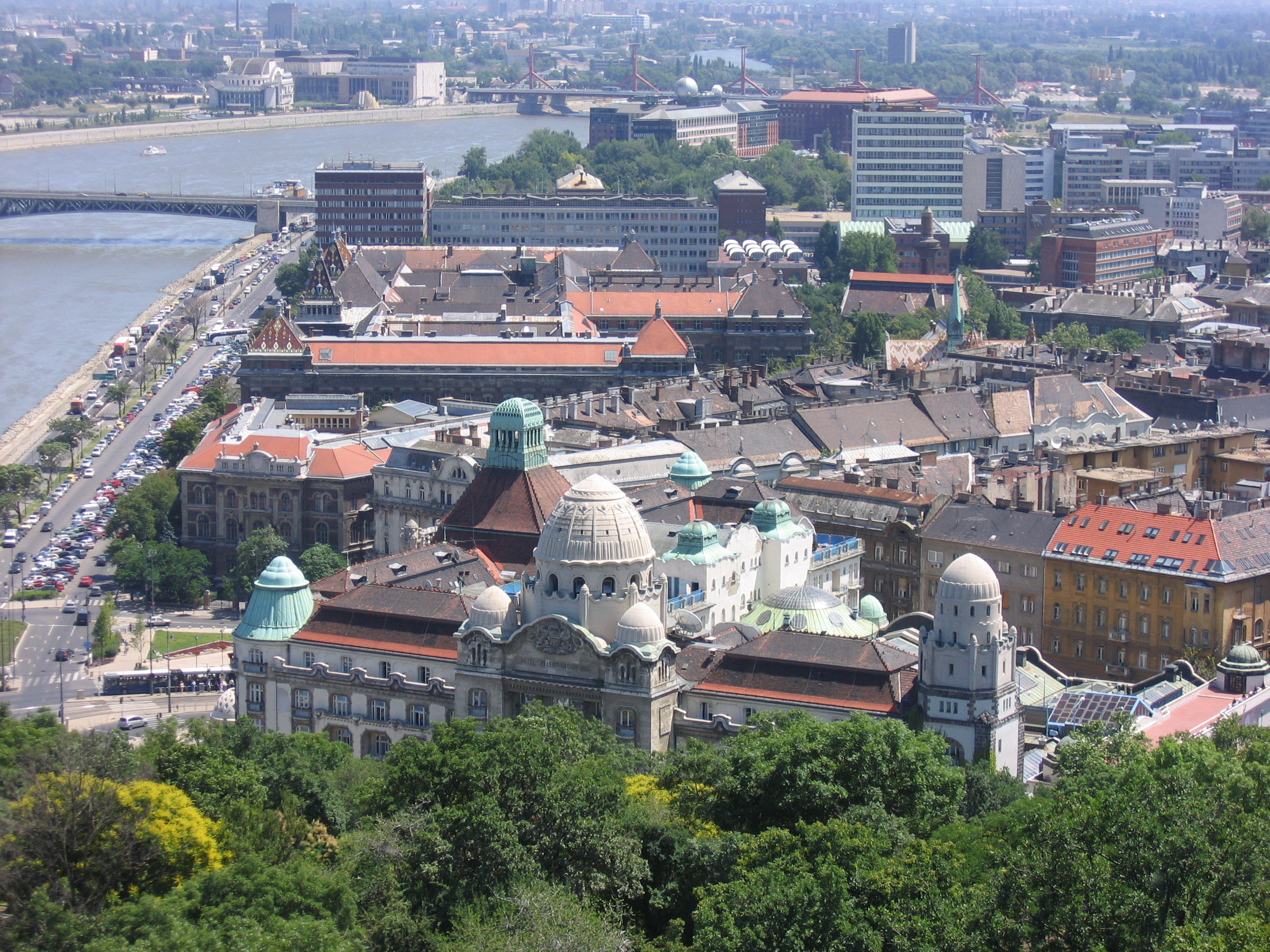
Az egyetemi campus látványa a Gellért-hegyről, a Gellért gyógyfürdő mögött

A Budapesti Műszaki és Gazdaságtudományi Egyetem (rövidítve: BME vagy Műegyetem) Közép-Európa és Magyarország egyik legnagyobb presztízzsel rendelkező műszaki egyeteme, 1782-es alapításával a világ első műszaki egyeteme (pontosabban az első olyan intézmény, amely egyetemi keretek között, egyetemi struktúrában folytatott mérnökképzést).
Az 1990-es években újabb tudományágak oktatása indult el a BME-n, melynek keretében 1998-ban megalakult a Gazdaság- és Társadalomtudományi Kar, valamint a Természettudományi Kar. Így ma már nyolc karával és több mint 24 000 hallgatójával Magyarország egyik legnagyobb egyeteme.

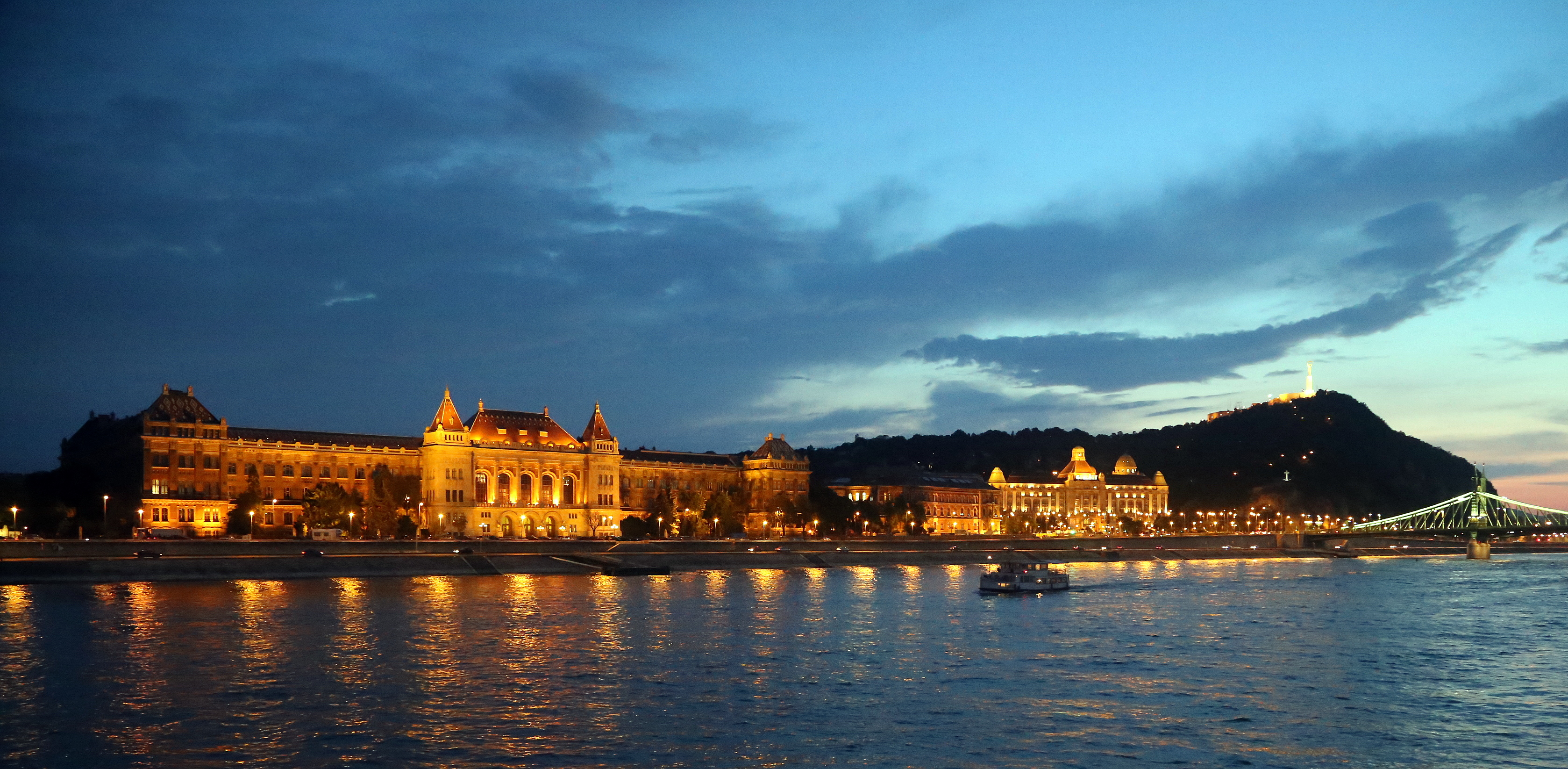
A keleti homlokzat

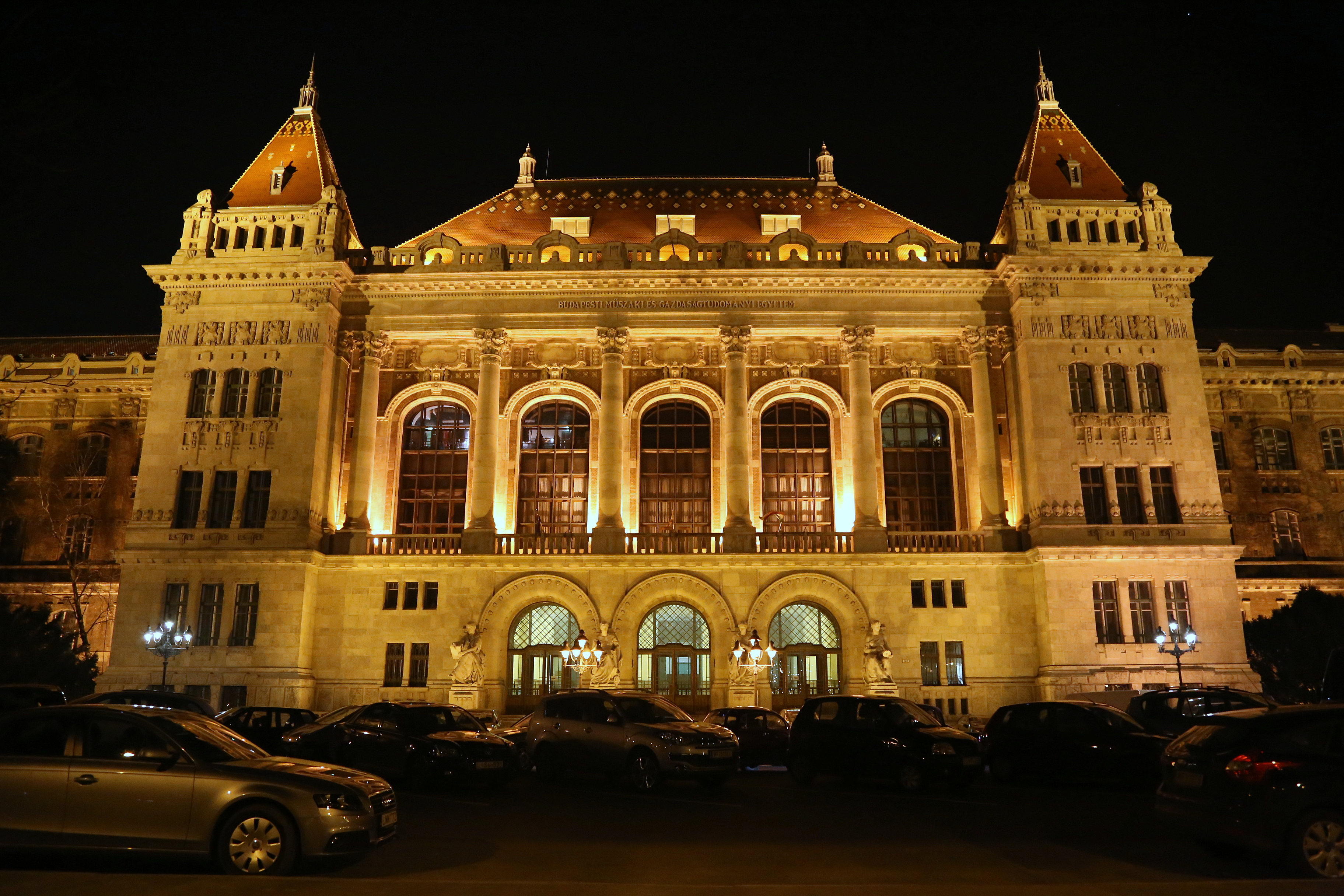
A K épület

A HVG 2024-es felsőoktatási rangsora szerint a BME a 2. legjobb egyetem Magyarországon.

## Fekvése
Az egyetem épületei Budapest XI. kerületében, Lágymányoson találhatók. Jó részük egyetlen tömbben, a Műegyetem rakpart – Budafoki út – Irinyi József utca által bezárt háromszögben van, de az Infopark mellett is van már két oktatási épület, az I és a Q.
Az egyetem legnagyobb, központi épületét, a „K”-t 1904-1909 között építették Hauszmann Alajos tervei alapján.

## Története

### Előzmények
A hazai technikai szakoktatás, s egyszersmind a Műegyetem története a 18. századba nyúlik vissza. A Műegyetem első, közvetlen elődintézménye az 1782-ben – a budai tudományegyetem bölcsészeti karának kebelében – alapított, Institutum Geometricum néven ismertté vált mérnökképző intézet volt. Az önálló mérnökképzés irányába tett újabb lépés a Mária Terézia magyar királynő által 1777-ben kiadott Ratio Educationis volt. E törvény a korábbiaknál jóval nagyobb hangsúlyt helyezett – különösen a felsőoktatás területén – a reáliák oktatására. Egy leendő mérnökképző intézet létrehozását az alapos mérnöki ismeretekkel rendelkező szakemberek iránti egyre nagyobb igény indokolta.

### Institutum Geometricum
Az Institutum Geometricum hivatalos megalapítására 1782. augusztus 30-án került sor, ezen a napon írta alá II. József magyar király az alapító rendeletet. Az intézetet az uralkodó a tudományegyetem bölcsészeti karához kapcsolta, ezzel a mérnökképzést egyetemi szintre emelte. Az Institutum Geometricum volt a második polgári mérnökképző intézet Európában (első a Selmecbányai Bányászati Akadémia 1770-től bánya-, és kohómérnök képzéssel), amelyben egyetemi szervezetben oktatták a műszaki tudományokat, 12 évvel korábban, mint az 1794-ben főiskolai rangra emelt francia École polytechnique-ben. A rendeletben az alapítás indoklásán kívül még egy fontos határozat található, amely Magyarországon először mondta ki, hogy nyilvános mérnöki állásra csak olyan személy alkalmazható, aki az előírt matematikai tanulmányok elméletéből és gyakorlatából az egyetemen nyilvános vizsgát tett, s erről bizonyítványt szerzett.
Az Intézetben oktatott főtárgy maga az alkalmazott matematika volt, amelynek keretében a földmérő és vízépítő ismereteket tanították, Buda és Pest környékén tartandó terepgyakorlatokkal kiegészítve. Melléktárgyként a mechanika és a mezőgazdaságtan szerepelt, amelyek hallgatása ugyan kötelező volt, de csak járulékosan, kisebb óraszámban. A tanulmányokat külön elméleti és külön gyakorlati részből álló szigorlattal kellett lezárni. A 19. század elején az ipari fejlődés Magyarországon is fellendült. A különböző iparágak, a kereskedelem, a közlekedés fejlesztése olyan szakemberigényt támasztott, amelyet a kizárólag földmérő és vízépítő mérnököket képző Institutum nem tudott kielégíteni. A törekvések középpontjában azonban már nem az Institutum Geometricum megreformálása, hanem az önálló magyar műegyetem felállításának terve állt.

### József Ipartanoda
V. Ferdinánd király írta alá az Ipartanoda megalapításáról szóló rendeletet, amely 1846. november 1-jén nyitotta meg kapuit. Ugyanebben az évben vette fel az intézet József nádor tiszteletére a József Ipartanoda nevet. Az intézetben a tanulmányi idő három év volt. Az első, előkészítő év után a képzés három osztályra vált szét, úgymint technikaira, kereskedelmire és gazdászatira. Az előkészítő évben aritmetikát, algebrát, természetrajzot, magyar és német nyelvet, valamint rajzot, a további két évben matematikát, ábrázoló geometriát, polgári építészetet, fizikát, kereskedelmi számvitelt, műszaki rajzot, kémiát és technológiát tanultak a hallgatók. Az Ipartanoda oktatási nyelve a magyar volt. Az 1848–49-es forradalom és szabadságharc után a Mérnöki Intézetet 1850. szeptember 29-én császári rendelettel megszüntették, és hozzácsatolták az 1846-ban felállított Ipartanodához. Ez az intézkedés azonban nemcsak az Institutumot számolta fel, hanem két évtizedre a magyarországi, egyetemi szintű, polgári mérnökképzést is.

### Joseph Industrieschule
Az Institutum és az Ipartanoda összevonásából a Joseph Industrieschule jött létre. Az intézet oktatási nyelve a német volt. 1850-ben az előkészítő osztályt előbb két évfolyamosra bővítették, majd a következő évben megszüntették, s helyette háromosztályos főreáliskolát állítottak fel. Felszámolták a gazdasági és kereskedelmi osztályokat is, csak a technikai osztályban folyt tovább a képzés.

### Joseph Polytechnicum
1856. szeptember 30-án írta alá Ferenc József császár azt az előterjesztést, amely az Industrieschulét Joseph Polytechnicum néven felsőfokú tanintézetté emelte. Az új szervezeti szabályzat szerint a Polytechnicum tanulmányi ideje négy év volt, s az oktatás két – előkészítő és technikai – osztályban folyt. A hároméves technikai osztályban a tanszabadság alapján a hallgatók maguk választhatták az érdeklődési körüknek megfelelő műszaki és gazdasági tárgyakat.
A politikai helyzet változása most is éreztette hatását az intézményben. 1860-ban visszaállították a magyar nyelvű oktatást. Stoczek József lett az iskola igazgatója, amely ettől kezdve a politechnikum helyett a Királyi József Műegyetem elnevezést használta, ugyan továbbra sem adhatott ki mérnöki oklevelet. A kiegyezés (1867) után a technikai osztályon belül elkülönítették a gépészek, az általános mérnökök és a vegyészek képzését. Az előbbi kettőnél már öt, míg az utóbbinál három év volt a tanulmányi idő.
Eötvös József 1870. április 7-én terjesztette a képviselőház elé törvényjavaslatát a József Műegyetem újjászervezéséről. A törvényjavaslat tárgyalásában Eötvös váratlan halála kisebb késedelmet okozott ugyan, de az Országgyűlés végül is elfogadta azt, s 1871. július 10-én Ferenc József is jóváhagyta a József Műegyetem új szervezeti szabályzatát.

### Királyi József Műegyetem

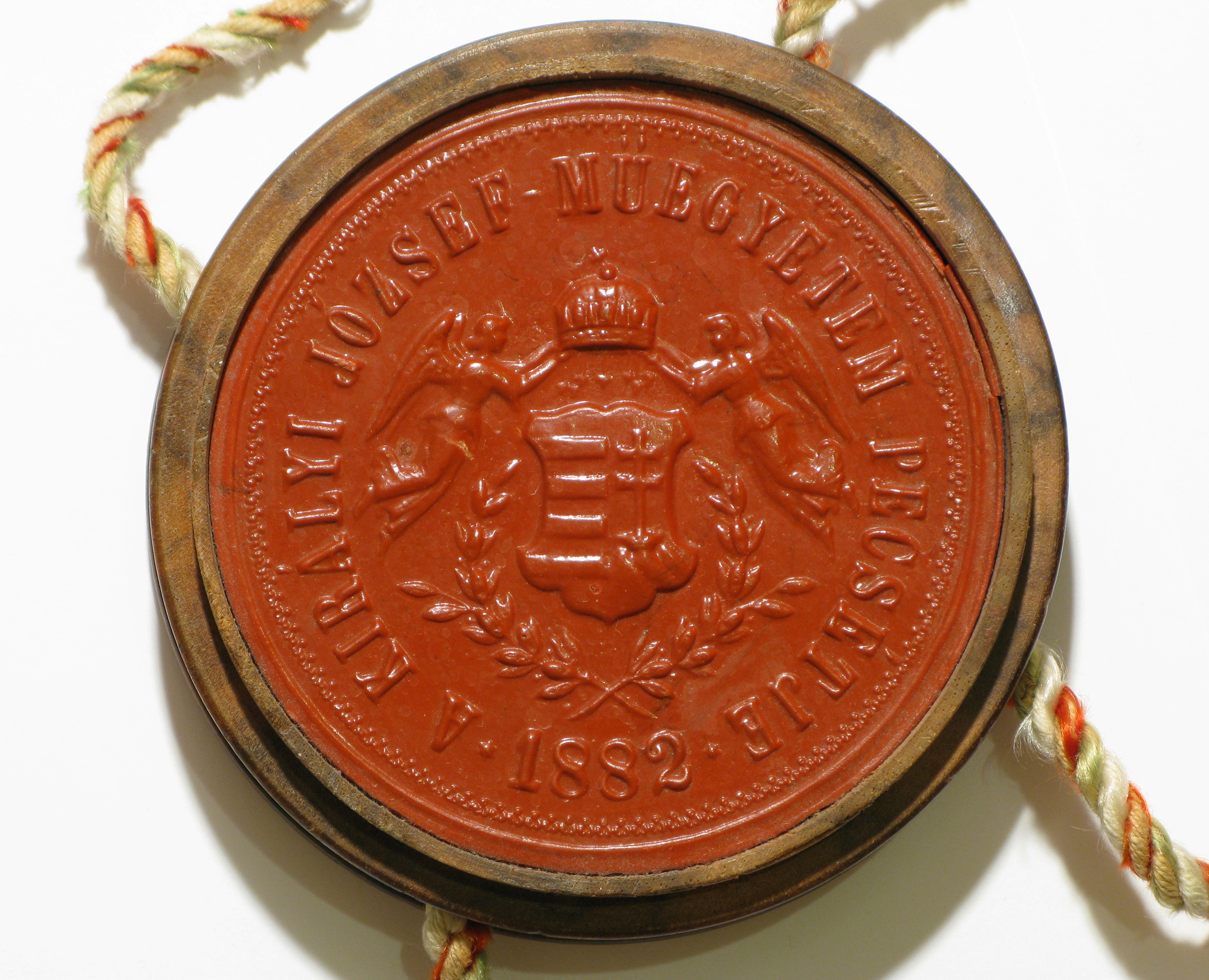
Az Egyetem pecsétje 1882-ből

Az 1871/72-es tanévvel kezdte meg működését a Királyi József Műegyetem, amely a világon az első olyan műszaki felsőoktatási intézmény volt, amely a nevében az egyetem szót viselte. Az 1871-ben felállított három szakosztály az egyetemes, a mérnöki és a gépészmérnöki volt. Az építészi és vegyész szakosztály hely- és tanerőhiány miatt csak az 1873/74-es tanévben kezdte meg működését a mérnöki, illetve az egyetemes szakosztály keretén belül. Az egyetemes szakosztály első dékánja id. Szily Kálmán, a mérnökié Kruspér István, a gépészmérnökié Bielek Miksa volt.
A szabályzat által előírt tanulmányi rend értelmében, a középiskolai érettségivel belépett hallgatók az egyetemes szakosztályban kezdték meg tanulmányaikat, ahol két éven át természettudományi és más általános tárgyakat hallgattak, s ezután léphettek át a választott hároméves technikai szakosztályba. A tanulmányokat szigorlatokkal kellett befejezni, ezek eredményes letétele után a hallgatók mérnöki, gépészmérnöki, építészi, illetve vegyészi (1907-től vegyészmérnöki) oklevelet kaptak. Ezek szövege a Pesti Tudományegyetemétől eltérően magyar nyelvű volt.
A Műegyetem 1901-ben jutott az egyetemi jogok teljességének birtokába, amikor megkapta a doktori cím adományozásának jogát, amellyel először 1902-ben élt. A Műegyetemen felavatott első műszaki doktor Zielinski Szilárd volt, aki később az út- és vasútépítéstan professzora lett.
Az egyetem mai helyszínén az 1838-as árvíz utáni évtizedekben kezdték meg a folyamszabályozást, amelynek első eleme a Gellért-hegytől délre húzódó töltéspart, a Kopaszi-gát őse, a 3 km hosszú Kopaszi párhuzammű megépítése lett 1870–1876 között: ez választotta le a hegy alatti szakaszon kiszélesedő Dunáról a Lágymányosi-tó területét. A tavat a József Nádor Műszaki Egyetem építésekor kezdték el déli irányba haladva fokozatosan feltölteni. Az 1881–1886 között feltöltött területen elsőként az 1896-ban elkészült Ferenc József hídtól (ma Szabadság híd) délre, a lágymányosi Egyetemváros részeként a 7,2 hektáron elterülő Műegyetem központi kampuszait építették fel. Elsőként a Szent Gellért téri CH, utolsóként az 1909-re kiépült Műegyetem rakparton álló K épületekkel, 1904 és 1909 között készült el Hauszmann Alajos, Pecz Samu és Czigler Győző tervei alapján.
Így az intézmény az 1909/10-es tanévet már Budán, Lágymányoson kezdhette meg.

### Magyar Királyi József Nádor Műszaki és Gazdaságtudományi Egyetem
1934-ben az egyetem ismét jelentős szervezeti változáson ment keresztül. Költségvetési csökkentésre hivatkozva megalapították a M. kir. József nádor Műszaki és Gazdaságtudományi Egyetemet. Az új intézmény a József Műegyetemet, a soproni Bánya- és Erdőmérnöki Főiskolát, az Állatorvosi Főiskolát és a Tudományegyetemi Közgazdaságtudományi Kart egyesítette magában. Az új egyetemen öt kart (mérnök és építészmérnöki; gépész- és vegyészmérnöki; bánya-, kohó- és erdőmérnöki; mezőgazdasági és állatorvosi; közgazdaságtudományi) szerveztek. Az 1934/35-ös tanévet már az új szervezeti formában kezdte meg a Műegyetem, amely a maga 98 tanszékével az ország legnagyobb felsőoktatási intézményévé vált.
A második világháború végén az egyetem területén is harcok dúltak, aminek következtében az épületekben és főleg a berendezési tárgyakban, felszerelésekben hatalmas kár keletkezett. 1944 decemberében a Magyarországot megszálló németek a végzős egyetemistákat és a tanárok nagy részét Németország felé indították. A kényszerkitelepítés célja a műszaki értelmiség kimenekítése volt az ostromból, hogy legyen majd, aki újjáépíti a német és magyar lerombolt városokat. A több csoportra szakadt egyetemisták kálváriája közel 2 évig tartott, sokan csak 1946-ban tértek vissza.

### Budapesti Műszaki Egyetem

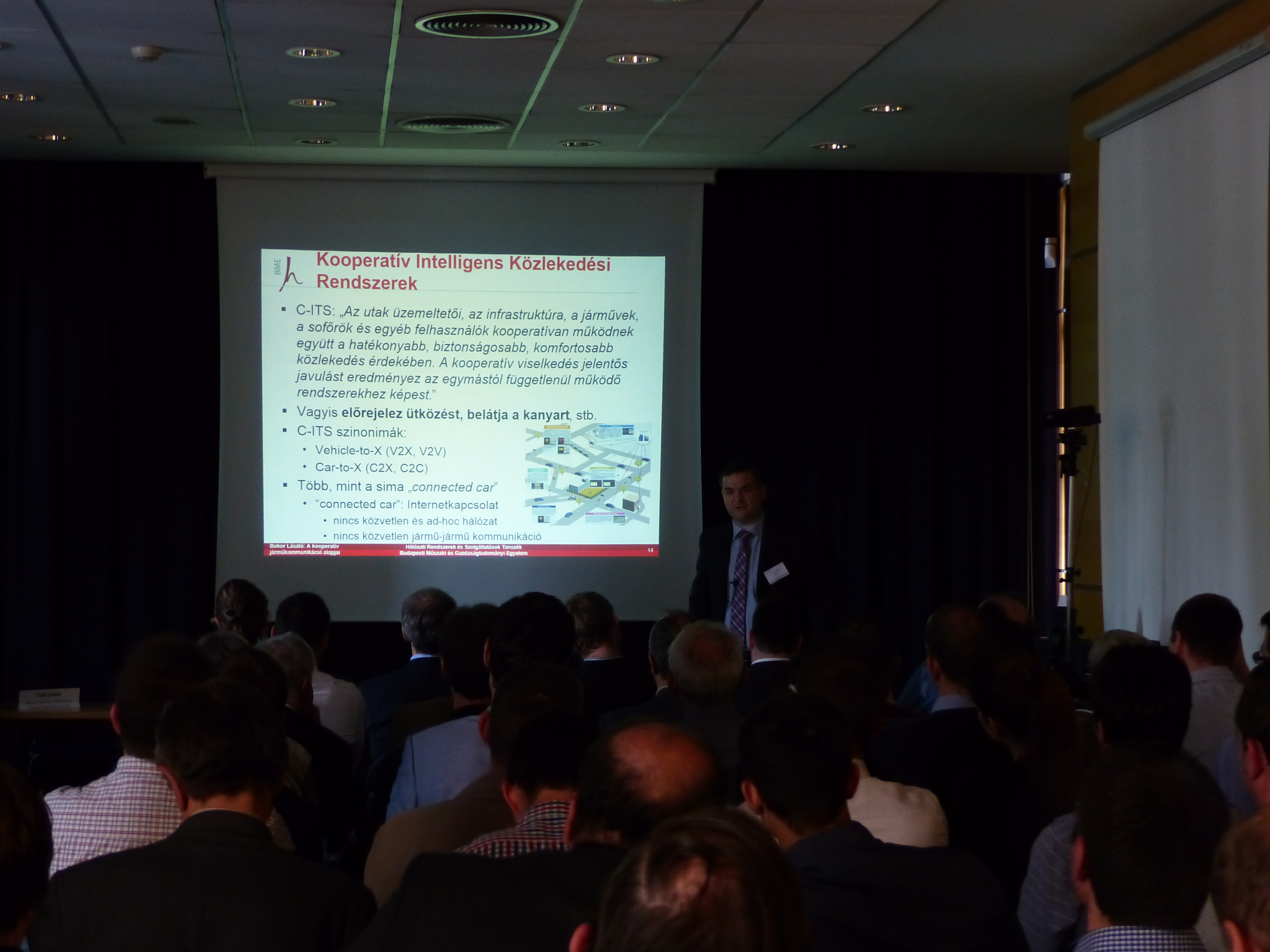
Együttműködő Okos Közlekedési Rendszerek Munkacsoport megalakulása (BME, 2016. május 11.)

Az ezerkilencszáznegyvenes évek második felében az egyetemből sorra kiváltak a korábban karként integrálódott egyetemek, ezt követően az Elnöki Tanács 1949-ben megalapította a Budapesti Műszaki Egyetemet. A régi egyetem mérnöki és építészmérnöki, valamint gépész és vegyészmérnöki karának négy osztálya önállósult, s Mérnöki (Építőmérnöki), Építészmérnöki, Gépészmérnöki és Vegyészmérnöki Karrá szerveződött. A Gépészmérnöki Kar elektrotechnikai tagozatából – Európában meglehetősen későn – létrehozták a Villamosmérnöki Kart. 1950 és 1957 között Hadmérnöki Kar is működött az egyetemen, amelybe a harmadik évtől jelentkezhettek a többi kar hallgatói.
Az 1940–50-es évek fordulóján nagy, elsősorban mennyiségi fejlődésen ment át az egyetem. 1952-re a hallgatók létszáma 1285-re, az oktatóké 979-re nőtt. 1949 és 1951 között 23 új tanszék létesült.
Az 1950-es évek első felében ismét többször átszervezték az egyetemet. 1952-ben a Mérnöki és az Építészmérnöki Kar önállósult, Építőipari Műszaki Egyetem néven. Időközben, 1951-ben önálló Közlekedési Műszaki Egyetemet létesítettek Szegeden, amely 1952-ben Szolnokra költözött. Ezt 1955-ben Budapestre helyezték át, és Közlekedési Üzemmérnöki Karként beleolvasztották az Építőipari Műszaki Egyetembe, létrehozva ily módon az Építőipari és Közlekedési Műszaki Egyetemet. Az a furcsa szituáció állt elő, hogy egy helyen, sokszor közös épületeket és laboratóriumokat használva működött két önálló, saját apparátussal rendelkező egyetem. Ez az állapot 1967-ben szűnt meg, amikor az Építőipari és Közlekedési Műszaki Egyetemet beolvasztották a Budapesti Műszaki Egyetembe. Az ekkor létrejött hat karú egyetem húsz éven keresztül működött ebben a formában.
A nagyarányú fejlesztés ismét helyhiányt eredményezett. Ennek feloldása a 19. század végi szerencsés helykiválasztás folytán már nem költözködésben, hanem csak bővítésben nyilvánult meg. 1949-től az 1980-as évek elejéig 11 tanulmányi épület készült el az egyetemváros területén.
Az eltelt mintegy fél évszázadban nemcsak folyamatos átszervezések történtek, de kisebb-nagyobb tanrendi változások is. A képzési idő 1956-ban állapodott meg a ma is általános tíz félévben. Az ötvenes évek oktatását a nagyfokú szakosodás jellemezte. Ezen változtatott az 1960-ban megindult, úgynevezett III. felsőoktatási reform, amely csökkentette a karokon a szakok számát. Lényeges eleme volt a reformnak a tíz hónapos üzemi gyakorlat tantervbe iktatása.
A bolognai folyamat 1993 szeptemberétől megkövetelte a kreditrendszer folyamatos, évfolyamonkénti bevezetését. 1984-től angol nyelvű oktatás is folyik, amely 1988-ban orosz nyelvű robottechnikai képzéssel, 1991-ben francia, 1992-ben német nyelvű képzéssel egészült ki. Az utóbbi kettőt a magyar hallgatók részére szervezték. 1997-ben – az ország többi egyeteméhez hasonlóan – a Műegyetemen is beindult a költségtérítéses képzés.
A doktori cím adományozásában is történtek változások. Az 1901-ben elnyert jogot az új, szovjet rendszerű tudományos fokozatok bevezetése miatt – a többi egyetemhez hasonlóan – a Műegyetem is elvesztette, s csak 1957-ben kapta vissza. Az 1991 őszén beindult doktoranduszképzés már szervezett formában, hároméves nappali, valamint levelező oktatás keretében tette lehetővé a doktori cím (PhD, DLA) elnyerését 19 műszaki, természettudományi, gazdaságtudományi és művészeti területen. A 2016/2017 őszi szemeszter óta 2+2 éves doktori képzési formában folyik tovább a leendő doktorok képzése.
Az oktatás átalakulása szervezeti változásokat is szükségessé tett. Ezek elsősorban intézetek megszüntetésében, illetve tanszékek átalakításában nyilvánultak meg, de néhány változás az egyetem kari szervezetét is érintette. 1987. július 1-jén megalakult a Természet- és Társadalomtudományi Kar. Az alig több mint egy évtizede létrehozott fakultás 1998-ban Természettudományi, illetve Gazdaság- és Társadalomtudományi Kar néven kettévált. A két új karral jelenleg nyolc fakultás működik. A kari struktúrában bekövetkezett változás az intézmény elnevezésében is megmutatkozott; 2000. január 1-jétől az egyetem új neve: Budapesti Műszaki és Gazdaságtudományi Egyetem.

A BME épületei a Duna-parton

## Karok, képzések
Az egyetemen jelenleg nyolc kar működik.

### Építészmérnöki Kar (ÉPK)[11]
Alapítás éve: 1873
A karon működő akkreditált alapszak:
- építészmérnöki

A karon működő akkreditált osztatlan képzés:
- építészmérnöki

A karon működő akkreditált mesterszak:
- építész

### Építőmérnöki Kar (ÉMK)[12]
Alapítás éve: 1782
A karon működő akkreditált alapszak:
- építőmérnöki

A karon működő akkreditált mesterszakok:
- földmérő- és térinformatikai mérnöki (angol nyelven)
- földmérő- és térinformatikai mérnöki (magyar nyelven)
- infrastruktúra-építőmérnöki (angol nyelven)
- infrastruktúra-építőmérnöki (magyar nyelven)
- szerkezet-építőmérnöki (angol nyelven)
- szerkezet-építőmérnöki (magyar nyelven)

### Gazdaság- és Társadalomtudományi Kar (GTK)[2]
Alapítás éve: 1998
A karon működő akkreditált alapszakok:
- gazdálkodási és menedzsment
- kommunikáció és médiatudomány
- műszaki menedzser
- nemzetközi gazdálkodás
- pénzügy és számvitel
- szakoktató

A karon működő akkreditált mesterszakok:
- kommunikáció- és médiatudomány
- műszaki menedzser
- pénzügy (angol nyelven)
- pszichológia
- regionális és környezeti gazdaságtan (angol nyelven)
- regionális és környezeti gazdaságtan (magyar nyelven)
- vezetés és szervezés (angol nyelven)
- vezetés és szervezés (magyar nyelven)
- marketing
- Master of Business Administration (MBA)
- számvitel
- tanári 2 félév közgazdásztanár
- tanári 2 félév mérnöktanár
- tanári 4 félév közgazdásztanár
- tanári 4 félév mérnöktanár

### Gépészmérnöki Kar (GPK)[13]
Alapítás éve: 1871
A karon működő akkreditált alapszakok:
- energetikai mérnöki
- gépészmérnöki
- ipari termék- és formatervező mérnöki
- mechatronikai mérnöki

A karon működő akkreditált mesterszakok:
- épületgépészeti és eljárástechnikai gépészmérnök
- gépészeti modellezés (angol nyelven)
- gépészmérnöki
- ipari terméktervező mérnöki
- mechatronikai mérnöki
- energetikai mérnöki

### Közlekedésmérnöki és Járműmérnöki Kar (KJK)[14]
Alapítás éve: 1951
A karon működő akkreditált alapszakok:
- jármű-üzemmérnöki (Zalaegerszeg)
- járműmérnöki
- közlekedésmérnöki
- logisztikai mérnöki

A karon működő akkreditált mesterszakok:
- autonóm járműirányítási mérnöki (angol nyelven)
- járműmérnöki
- közlekedésmérnöki
- logisztikai mérnöki

### Természettudományi Kar (TTK)[3]
Alapítás éve: 1998
A karon működő akkreditált alapszakok:
- fizika
- fizikus-mérnöki
- matematika

A karon működő akkreditált mesterszakok:
- alkalmazott matematikus (angol nyelven)
- alkalmazott matematikus (magyar nyelven)
- fizikus
- számítógépes és kognitív idegtudomány

### Vegyészmérnöki és Biomérnöki Kar (VBK)[15]
Alapítás éve: 1873
A karon működő akkreditált alapszakok:
- biomérnöki
- környezetmérnöki
- vegyészmérnöki

A karon működő akkreditált mesterszakok:
- biomérnöki
- gyógyszervegyész-mérnöki
- környezetmérnöki
- műanyag- és száltechnológiai mérnöki
- vegyészmérnöki (angol nyelven)
- vegyészmérnöki (magyar nyelven)

### Villamosmérnöki és Informatikai Kar (VIK)[16]
Alapítás éve: 1949
A karon működő akkreditált alapszakok:
- mérnökinformatikus
- üzemmérnök-informatikus
- villamosmérnöki (Budapest)
- villamosmérnöki (Hatvan)

A karon működő akkreditált mesterszakok:
- egészségügyi mérnöki
- gazdaságinformatikus
- mérnökinformatikus
- villamosmérnöki
- űrmérnöki

## A Műegyetem rektorai
A Műegyetem elődintézményeinek vezetői (1782-1871) 
Institutum Geometricum-Hydrotechnico
- 1782-1800      Rausch Ferenc
- 1800-1836      Schmidt János György
- 1837-1841      nem volt betöltve (a vezetői teendőket a bölcsészeti kar igazgatója látta el)
- 1841-1848      Petzelt József

József Ipartanoda
- 1846/47 - 1849/50      Karácson Mihály
- 1850/51 - 1855/56      Mayer Lambert

Joseph Polytechnicum (József Műegyetem)
- 1856/57 - 1861/62      Mayer Lambert
- 1862/63 - 1870/71      Sztoczek József

A Műegyetem rektorai 1871-től
- 1871/72                Dr. Sztoczek József
- 1872/73                Conlegner Károly
- 1873/74                Dr. Nendtvich Károly
- 1874/75                Vész János Ármin
- 1875/76 - 1878/79      Dr. Sztoczek József
- 1879/80 - 1883/84      Dr. Szily Kálmán, id.
- 1884/85 - 1885/86      Dr. Kriesch János
- 1886/87 - 1888/89      K. Lipthay Sándor
- 1889/90 - 1890/91      Klimm Mihály
- 1891/92 - 1893/94      Dr. Kőnig Gyula
- 1894/95 - 1895/96      Dr. Entz Géza, id.
- 1896/97 - 1897/98      Dr. Wartha Vince
- 1898/99 - 1899/1900    K. Lipthay Sándor
- 1900/01 - 1902/03      Dr. Ilosvay Lajos
- 1903/04 - 1904/05      Hauszmann Alajos
- 1905/06 - 1906/07      K. Jónás Ödön
- 1907/08 - 1909/10      Dr. Wartha Vince
- 1910/11                K. Jónás Ödön
- 1911/12 - 1913/14      Dr. Rados Gusztáv
- 1914/15 - 1915/16      Kovács S. Aladár
- 1916/17 - 1917/18      Dr. Kürschák József
- 1918/19 - 1919/20      Czakó Adolf
- 1920/21                Rejtő Sándor
- 1921/22 - 1922/23      Zelovich Kornél
- 1923/24 - 1924/25      Schimanek Emil
- 1925/26 - 1926/27      Dr. Szarvasy Imre
- 1927/28 - 1929/30      Dr. Szily Kálmán, ifj.
- 1930/31 - 1931/32      Dr. Hültl Dezső
- 1932/33                Söpkéz Sándor
- 1933/34                Herrmann Miksa
- 1934/35                        Rohringer Sándor
- 1935/36                        Dr. Czettler Jenő
- 1936/37                        Dr. Szabó Gusztáv
- 1937/38                        Dr. Teleki Pál, gr.
- 1938/39                        Wälder Gyula
- 1939/40                        Dr. Zimmermann Ágoston
- 1940/41                        Dr. Vendl Aladár
- 1941/42                        Dr. Imre Sándor
- 1942/43                        Dr. Mihailich Győző
- 1943/44                        Dr. Doby Géza
- 1944/45                        Dr. Misángyi Vilmos és Dr. Verebélÿ László
- 1945/46                        Dr. Heller Farkas
- 1946/47 - 1948/49      Dr. Csűrös Zoltán
- 1949/50                        Dr. Mihailich Győző
- 1950/51 - 1951/52      Dr. Vörös Imre
- 1952/53*                      BME: Dr. Vörös Imre; ÉKME: Dr. Kardos György
- 1953/54*                      BME: Dr. Vörös Imre; ÉKME: Dr. Rados Kornél
- 1954/55 - 1956/57*    BME: Dr. Gillemot László; ÉKME: Dr. Cholnoky Tibor
- 1957/58*                      BME: Dr. Benedikt Ottó, Dr. Csűrös Zoltán mb.; ÉKME: Dr. Rados Kornél
- 1958/59 - 1959/60*    BME: Dr. Csűrös Zoltán; ÉKME: Dr. Rados Kornél
- 1960/61*                      BME: Dr. Csűrös Zoltán; ÉKME: Dr. Perényi Imre
- 1961/62 - 1963/64*    BME: Dr. Gruber József; ÉKME: Dr. Perényi Imre
- 1964/65 - 1966/67*    BME: Dr. Csáki Frigyes; ÉKME: Dr. Hazay István
- 1967/68 - 1968/69     Dr. Csáki Frigyes
- 1969/70 - 1974/75     Dr. Perényi Imre
- 1975/76 - 1980/81     Dr. Meisel János
- 1981/82 - 1986/87     Dr. Polinszky Károly
- 1987/88 - 1989/90     Dr. Fodor Lajos
- 1990/91 - 1993/94     Dr. Michelberger Pál
- 1994/95 - 1996/97     Dr. Biró Péter
- 1997/98 - 2003/04     Dr. Detrekői Ákos
- 2004/05 - 2007/08     Dr. Molnár Károly
- 2008/09 - 2014/15     Dr. Péceli Gábor
- 2015/16 - 2020/21     Dr. Józsa János
- 2021/22 - 2023/24     Dr. Czigány Tibor
- 2024/25 -             Dr. Charaf Hassan

(* Az 1950-es évek első felében Építőipari Műszaki Egyetem néven a Mérnöki és az Építészmérnöki Kar önállósult (a közlekedésmérnökök csatlakozásával 1955-től Építőipari és Közlekedési Műszaki Egyetem, azaz ÉKME néven működött). A két műszaki egyetem 1967-ben egyesült újra.)

## Könyvtárak

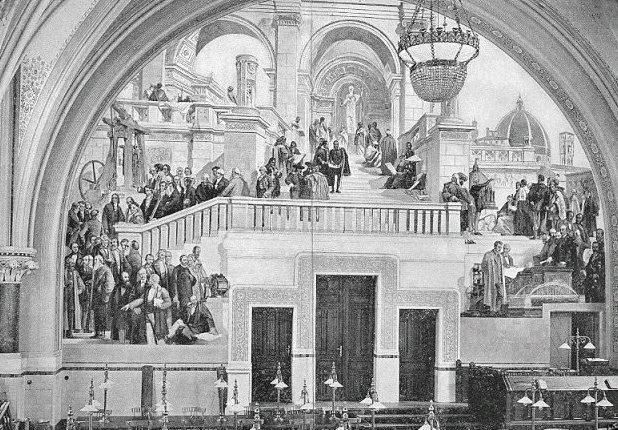
A BME könyvtárának egykori freskója

A Budapesti Műszaki Egyetem Központi Könyvtára (BME-OMIKK) másfél évszázados múltra tekint vissza. 1848. május 9-én Eötvös József kultuszminiszter egy ötkötetes könyvet küldött a BME egyik elődintézményének, a József Ipartanodának, amely a könyvtár leltárkönyvének az első tételeként lett bejegyezve. Ezt az időpontot tekintjük a könyvtár megalakulásának, amely az 1930-as évekig Magyarország egyetlen technikai és természettudományi szakkönyvtára volt.
Az egyetem legismertebb és legimpozánsabb könyvtára a Kö (könyvtár) épület, mely neobarokk stílusban épült Pecz Samu tervei alapján 1909-ben. Az épületet a Sóhajok-hídja köti össze a központi épülettel.

## Kollégiumok
A kollégiumok között bizonyos szintig szabad átjárás van a hallgatóknak, viszont minden kollégium kiemelten kapcsolódik egy-egy karhoz.
- Baross Gábor Kollégium (régi nevén: Landler Jenő Kollégium) (KJK)
- Bercsényi 28-30 Kollégium[19] (régi nevén Rózsa Ferenc Kollégium) (ÉPK)
- Kármán Tódor Kollégium (régi nevén: Münnich Ferenc Kollégium) (GPK)
- Martos Flóra Kollégium (VBK)
- Schönherz Kollégium[20] (VIK)
- Vásárhelyi Pál Kollégium[21] (ÉMK)
- Wigner Jenő Kollégium[22] (GTK)
- „Vegyes” kollégium: Nagytétényi úti Kollégium (az ELTE kezelésében)

Szakkollégiumok:
- Bercsényi Építész Szakkollégium (ÉPK)
- BME Építész Szakkollégium (ÉPK)
- BME Gépész Szakkollégium (GPK)
- BME Közlekedésmérnöki Szakkollégium (KJK)
- BME Management Szakkollégium
- BME Szent-Györgyi Albert Szakkollégium (VBK)
- BME Wigner Jenő Szakkollégium (TTK)
- BME Zielinski Szilárd Építőmérnöki Szakkollégium (ÉMK)
- Egyetemi Kozmosz Szakkollégium
- Energetikai Szakkollégium (GPK)
- Gillemot László Szakkollégium (GPK)
- kommON kommunikációs szakkollégium (GTK)
- Liska Tibor Szakkollégium (GTK)
- Simonyi Károly Szakkollégium (VIK)

## Sportélete
Az Egyetemen számos sportágat lehet űzni a kötelező testnevelési tantárgy keretein belül illetve azon kívül is:
Atlétika, Labdarúgás, Sí szárazedzés, Kosárlabda, Röplabda, Tenisz, Fallabda, Ricochet, Tollaslabda, Asztalitenisz, Erőfejlesztés, Spinning, Falmászás, Korcsolya, Ninjutsu, Krav Maga, Aikido, Karate, Boksz, laido-jodo, Női Önvédelem, Tánc, Néptánc, Aerobik, TRX, Funkcionális köredzés, Úszás (kezdő és haladó), Gerinctréning, Vívás

### A BME és a MAFC olimpiai bajnokai
A BME hallgatói illetve az Egyetemhez tartozó Műegyetemi AFC (MAFC) sportolói közül sokan szerepeltek olimpián, és az alábbiak szereztek olimpiai bajnoki címet:
- Hajós Alfréd, 1896 úszás két számában
- Werkner Lajos, 1908, 1912 vívás
- Pósta Sándor, 1924 vívás
- Glykais Gyula, 1928, 1932 vívás
- Barta István, 1932 vízilabda
- Tarics Sándor, 1936 vízilabda
- Rajcsányi László, 1936, 1948, 1952 vívás
- Kovácsi Aladár, 1952 öttusa
- Fábián László, 1956 kajak-kenu
- Keresztes Attila, 1956 vívás
- Delneky Gábor, 1960 vívás
- Nagy Imre, 1960 öttusa
- Felkai László, 1964 vízilabda
- Dömötör Zoltán, 1964 vízilabda
- Kulcsár Győző, 1964, 1968 két számban, 1972 vívás
- Cservenyák Tibor, 1976 vízilabda
- Kovács Antal, 1992 cselgáncs
- Szécsi Zoltán, 2000, 2004, 2008 vízilabda
- Molnár Tamás, 2004, 2008 vízilabda

## Ismertebb személyek a BME-n

### Diákok
Az egyetem nevezetes hallgatói voltak, a teljesség igénye nélkül:
- Almássy Kornél politikus
- Arató András villamosmérnök, világhírű internetes mém
- Balázs-Piri Balázs (1937–2014) karikaturista, grafikus
- Balczó Zoltán politikus
- Bánki Donát (1859–1922) gépészmérnök, feltaláló
- Baráth Etele politikus, a Magyar Kajak-Kenu Szövetség elnöke
- Bejczy Antal (1930–2015) fizikus, űrkutató, a Marsjáró egyik megalkotója
- Beke József (1867–1940) hídépítő mérnök
- Benkó Sándor (1940–2015) Kossuth-díjas és Liszt Ferenc-díjas zenész, villamosmérnök
- Bognár Géza (1909–1987) villamosmérnök, a Magyar Tudományos Akadémia tagja
- Bródy János villamosmérnök, Kossuth-díjas és Liszt Ferenc-díjas magyar énekes, gitáros, zeneszerző
- Cseh László világ- és Európa-bajnok úszó
- Czomba Sándor politikus
- Daróczi Dávid (1972–2010) újságíró, kormányszóvivő
- Erdős Pál (1913–1996) matematikus, az MTA tagja
- Fejér Lipót (1880–1959) Kossuth-díjas matematikus, az MTA tagja
- Font Sándor politikus
- Frideczky Ákos (1900–1974) mezőgazdász, főiskolai tanár, szakíró, fordító.
- Gábor Dénes (1900–1979) fizikai Nobel-díjas fizikus, a holográfia feltalálója
- Gallai Tibor (1912–1992) matematikus, az MTA levelező tagja
- Galló Istvánné tanító, tanár, a Pedagógusok Szakszervezetének elnöke
- Gerecs Árpád (1903–1982) vegyészmérnök, kémikus, az MTA tagja
- Gillemot László (1912–1977) gépészmérnök, rektor, az MTA tagja
- Gondos Flóra műugró
- Haar Alfréd (1885–1933) matematikus, az MTA tagja
- Hajnóczy Soma bűvész világbajnok
- Hajós Alfréd (1978–1955) építész, olimpiai bajnok
- Hauszmann Alajos (1847–1926) építész, az MTA tagja
- Heller László (1907–1980) gépészmérnök, feltaláló
- Hetényi István (1926–2008) politikus, közgazdász, pénzügyminiszter
- Hirling Zsolt világ- és Európa-bajnok evezős
- Hoppál Péter egyházzenész, karnagy, politikus
- Jánosi Marcell (1931–2011) gépészmérnök, konstruktőr, a floppy feltalálója
- Jordán Tamás Kossuth- és Jászai Mari-díjas színész, rendező, színigazgató
- Józsa István politikus
- Kandó Kálmán (1869–1931) gépészmérnök, feltaláló
- Kápolnai Pauer István (1833–1896) katonatiszt, hadtudós, hadtörténész, az MTA tagja
- Kapolyi László (1932–2014) bányamérnök, üzletember, politikus, az MTA tagja
- Karádi Gábor (1924–2018) vízépítő mérnök, az MTA tagja
- Kármán Tódor (1881–1963) gépészmérnök, fizikus rakétatechnika
- Kesjár Csaba (1962–1988) autóversenyző
- Kézdi Árpád (1919–1983) építőmérnök, az MTA tagja, a talajmechanika és a geotechnika kiemelkedő tudósa
- Kisfaludy Lajos (1924–1988) vegyészmérnök, az MTA tagja, a gyógyszervegyészet jelentős alakja
- Kiss Péter (1959–2014) politikus
- Klatsmányi Árpád (1923–2007) gépészmérnök, feltaláló, számítógép-konstruktőr
- Kóbor János (1943–2021) Kossuth- és Liszt Ferenc-díjas énekes, zenész
- Kollár Lajos (1926–2004) építőmérnök, az MTA tagja
- Korach Mór (1888–1975) Kossuth-díjas vegyészmérnök, az MTA tagja
- Kormos Villő műugró
- Kós Károly (1883–1977) építész, író
- Kovács Árpád mérnök, közgazdász, az Állami Számvevőszék korábbi elnöke
- Kovács György (1925–1988) hidrológus, vízgazdálkodási mérnök, az MTA tagja
- Kovács Károly Pál (1907–1989) villamosmérnök, az MTA tagja, a magyar elektrotechnika kiemelkedő alakja
- Kovács Péter (1971-) politikus és a Budapest XVI. kerületének polgármestere
- Kováts Ervin (1927–2012) svájci magyar kémikus, vegyészmérnök, az MTA tagja
- Kőhalmi Zoltán humorista
- Kőnig Dénes (1884–1944) matematikus
- Kőrösy Ferenc (1906–1997) izraeli magyar vegyészmérnök, az MTA tagja
- Kreybig Lajos (1879–1956) agrokémikus, talajtani kutató, az MTA tagja
- Kurnik Ernő (1913–2008) agrármérnök, növénynemesítő, az MTA tagja
- Kuthy Sándor (1904–1971) agrokémikus, biokémikus, az MTA tagja
- Lánczos Kornél (1893–1974) matematikus, fizikus
- Latinovits Zoltán (1931–1976) építészmérnök, a „Színészkirály”
- Lechner Ödön (1845–1914) építész
- Makovecz Imre (1935–2011) építész
- Jean-Claude M'bemba kongói válogatott labdarúgó, szerkezetépítő mérnök
- Mécs Imre (1933–2023) politikus
- Mihály Dénes (1894–1953) a televízió egyik feltalálója
- Millner Tivadar (1899–1988) Kossuth-díjas vegyészmérnök, az MTA tagja
- Molnár Tamás olimpiai bajnok vízilabdázó
- Müller Géza (1896–1965) kolozsvári műegyetemi tanár
- Nagy István politikus, agrárminiszter
- Németh Szilárd politikus
- Oláh György (1927–2017) Nobel-díjas kémikus
- Örkény István (1912–1979) Kossuth-díjas író
- Pálffy István újságíró, országgyűlési képviselő
- Palkovics László Széchenyi-díjas gépészmérnök, innovációs és technológiai miniszter, az MTA tagja
- Pavlics Ferenc (1928–2024) repülőmérnök, a Holdjáró tervezője, kivitelezője
- Péceli Gábor (1950- ) Széchenyi-díjas villamosmérnök, egyetemi tanár, rektor, az MTA tagja
- Petzval József (1807–1891) mérnök-matematikus, a fotográfiai optika elméleti megalapozója
- Pfaff Ferenc (1851–1913) építész
- Pogátsa Zoltán közgazdász, szociológus
- Polinszky Károly (1922–1998) vegyészmérnök
- Princz Péter vegyészmérnök
- Rados Ignác (1859–1944) matematikus
- Rapcsák András (1943–2002) politikus
- Rimanóczy Gyula (1903–1958) építész
- Rubik Ernő a bűvös kocka megalkotója
- Schanda Tamás politikus
- Scherer Péter színész
- Schóber Tamás karnagy, zeneszerző, énektanár
- Schulek Frigyes (1841–1919) építész
- Sebő Ferenc Kossuth-díjas énekes, gitáros, népzenekutató
- Steindl Imre (1839–1902) építész, az MTA tagja
- Stodola Aurél (1859–1942) a hőerőgépek kiemelkedő tudósa
- Süli János politikus, tárca nélküli miniszter
- Széles Gábor üzletember
- Szilárd Leó (1898–1964) fizikus
- Sztevanovity Dusán dalszövegíró, dramaturg, zenész
- Sztevanovity Zorán Kossuth- és Liszt Ferenc-díjas előadóművész, énekes, zeneszerző
- Tarlós István politikus, Budapest főpolgármestere
- Teller Ede (1908–2003) fizikus
- Patrick Bernard Umoh nigériai labdarúgó, építőmérnök
- Ungváry Rudolf író, újságíró, filmkritikus, könyvtáros
- Vantara Gyula politikus
- Varga Tamás világ- és Európa-bajnok evezős
- Vitézy Dávid közgazdász, miniszteri biztos, a BKK volt vezérigazgatója
- Wigner Jenő (1902–1995) fizikai Nobel-díjas fizikus
- Winter Ernő (1897–1971) Kossuth-díjas vegyészmérnök, feltaláló, az MTA tagja
- Wintermantel Zsolt politikus, Újpest polgármestere
- Zerkovitz Béla (1881–1948) zeneszerző, színigazgató
- Zipernowsky Károly (1853–1942) gépészmérnök, feltaláló

## Tanárok
Nevezetes professzorok a teljesség igénye nélkül:

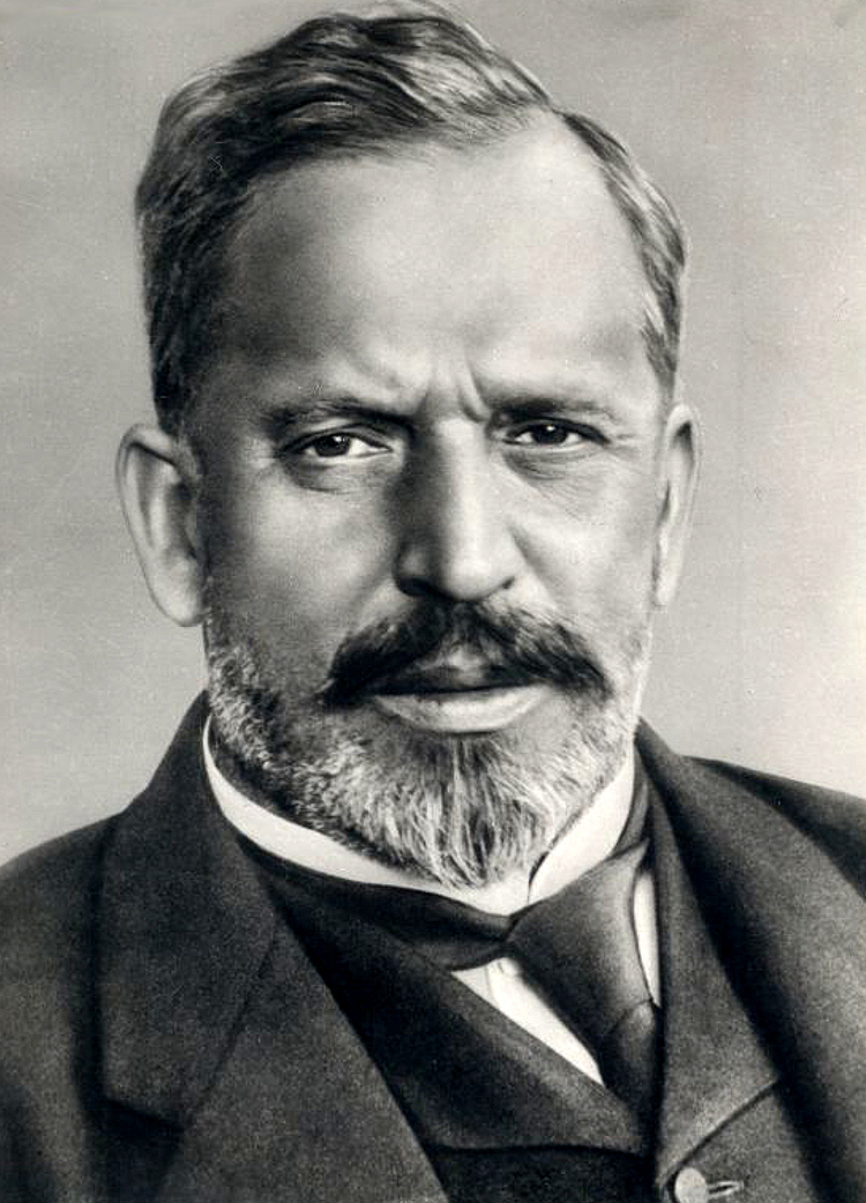
Bánki Donát

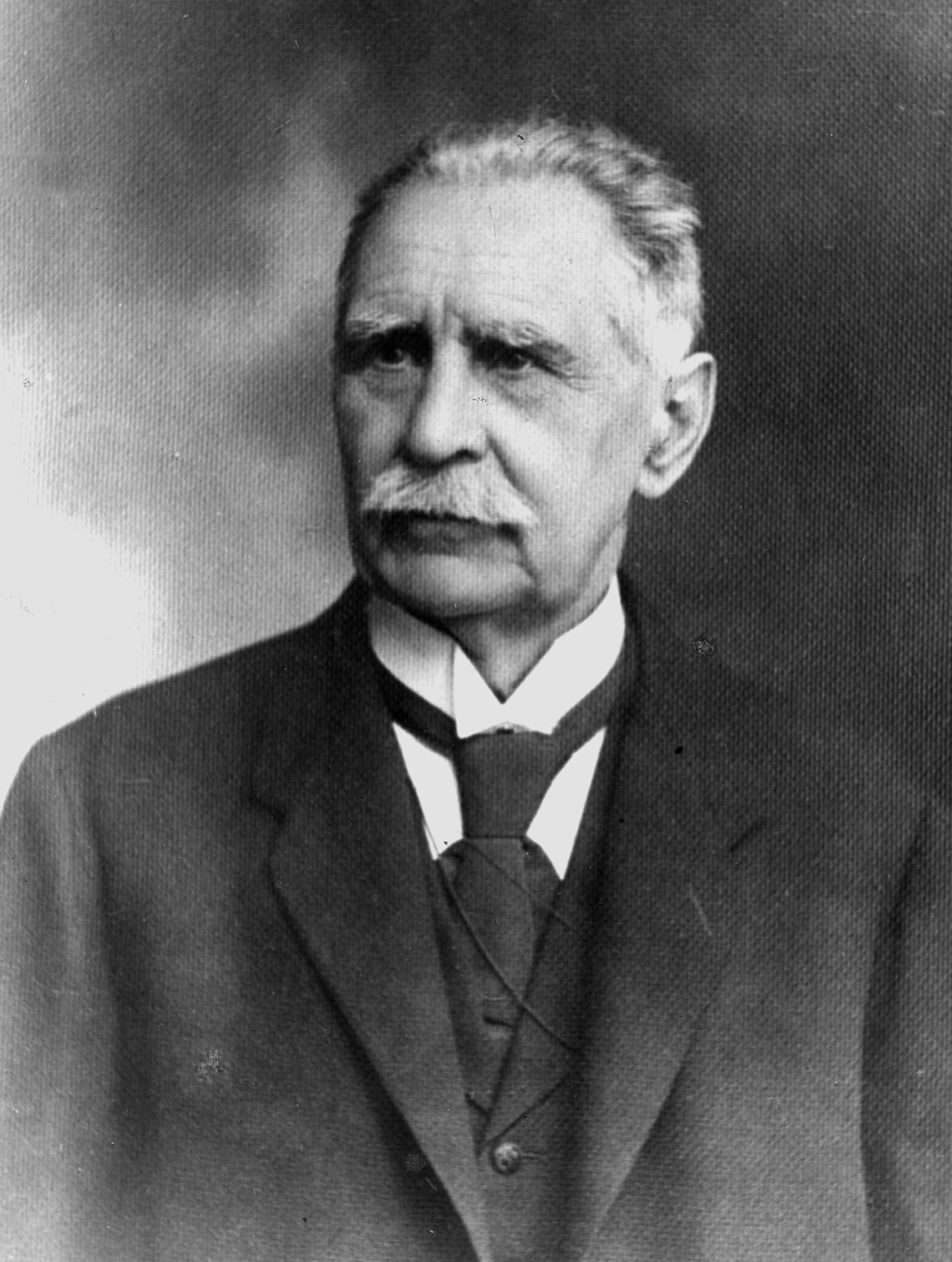
Csonka János

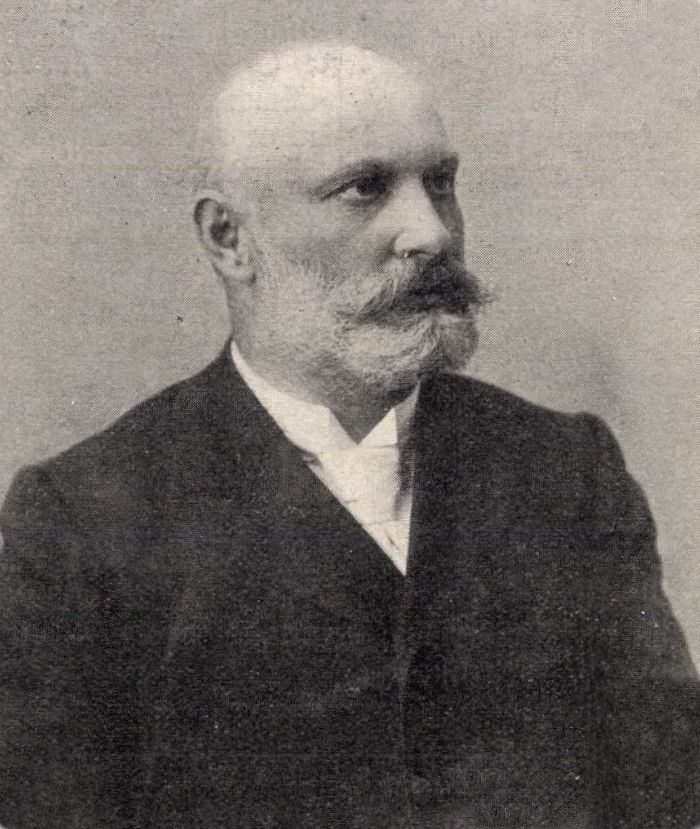
Hauszmann Alajos

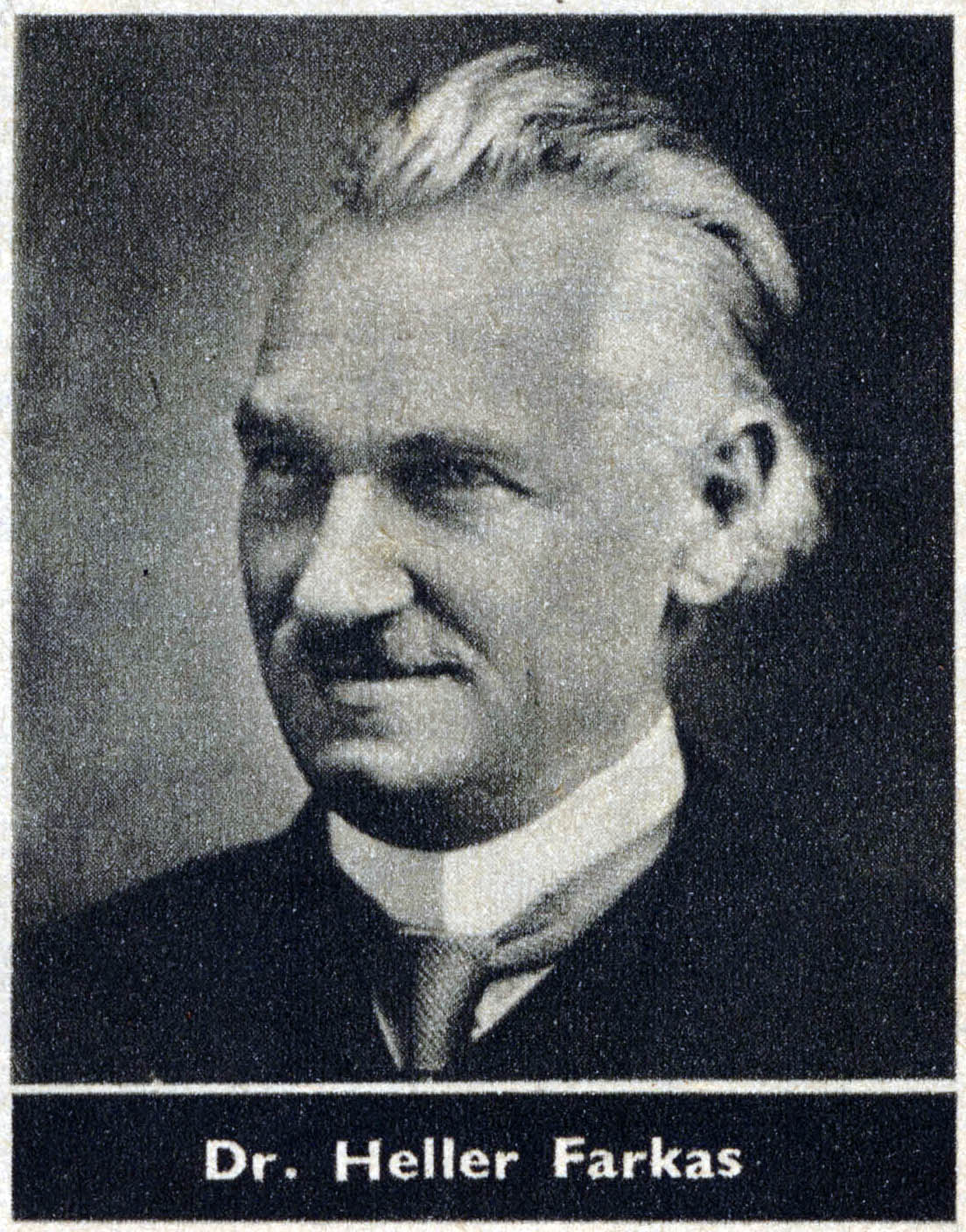
Heller Farkas

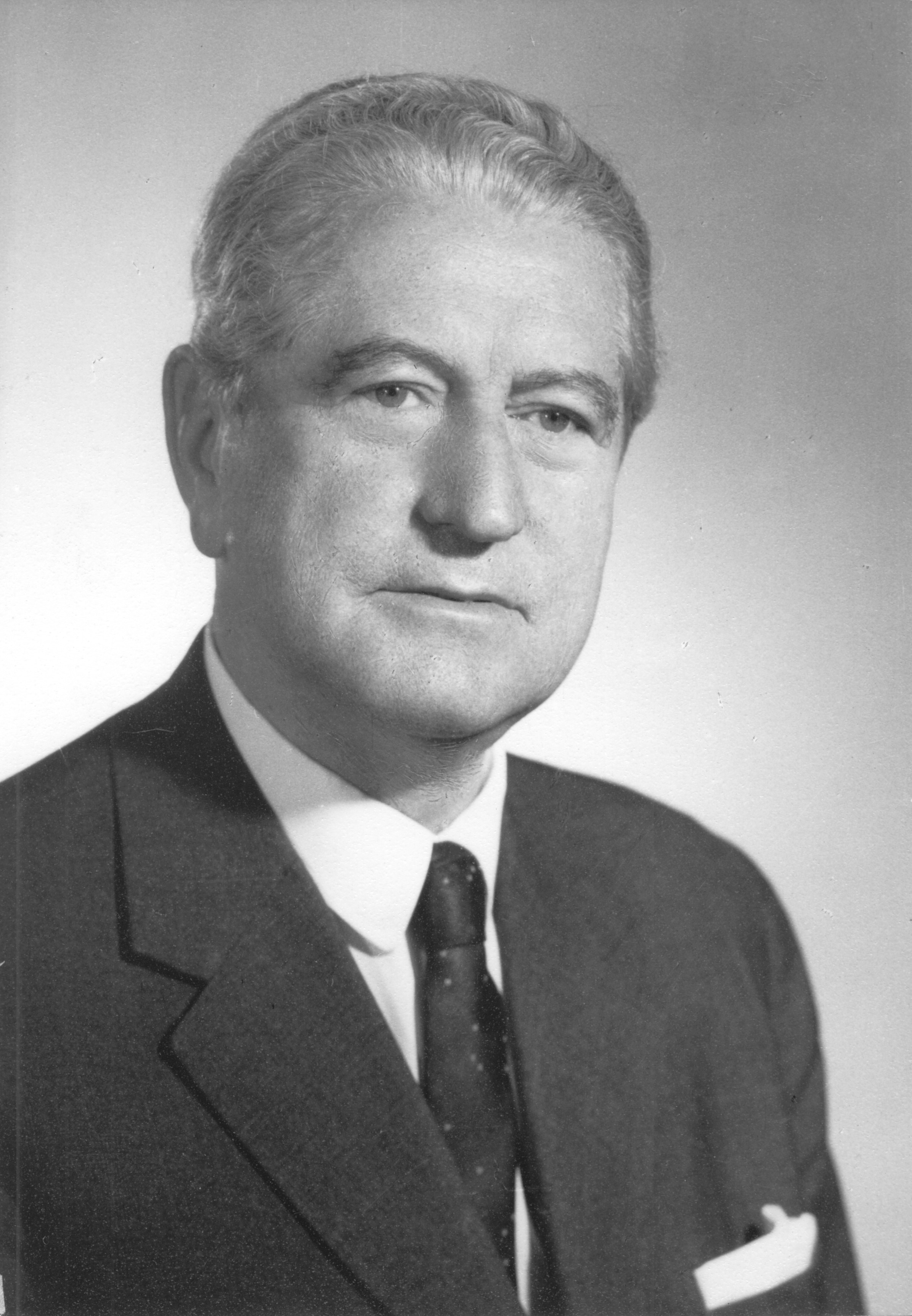
Kádas Kálmán

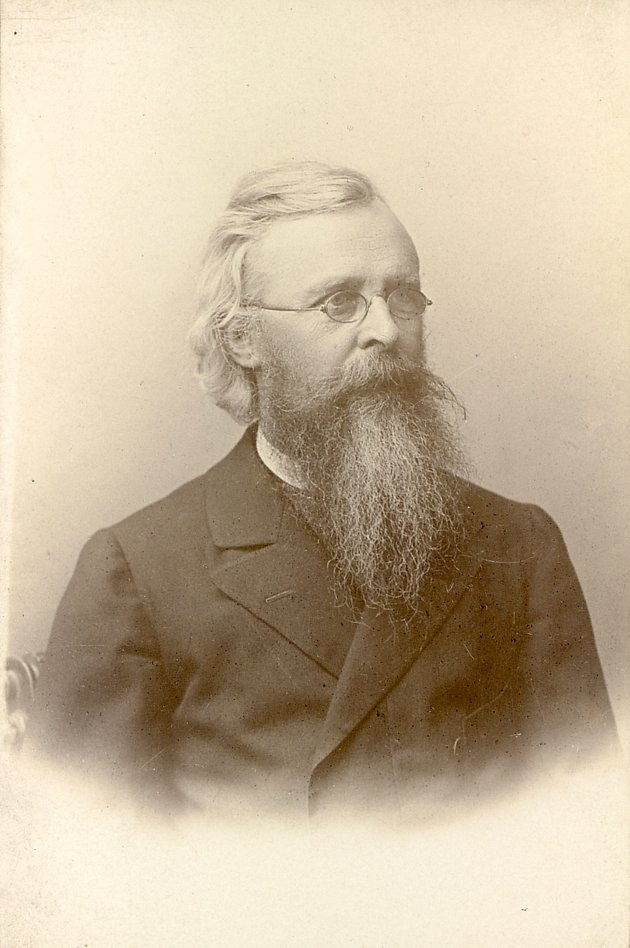
Schulek Frigyes

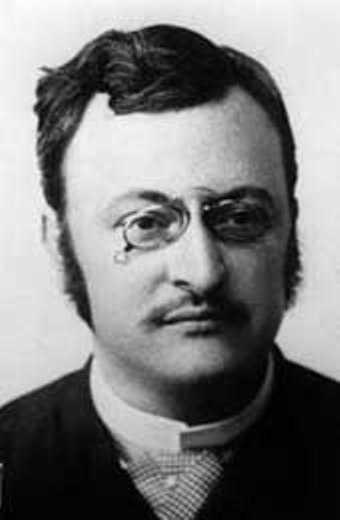
Zipernowsky Károly

- Alexits György (1899–1978) matematikus, az MTA tagja
- Bánki Donát (1859–1922) gépészmérnök, a nevét viselő gázmotor és vízturbina feltalálója
- Bardon Alfréd (1904–1986) építészmérnök, festőművész, tanár
- Barta István (1910–1979) Kossuth-díjas villamosmérnök, az MTA tagja
- Bay Zoltán (1900–1992) fizikus, az MTA tagja
- Benedikt Ottó (1897–1975) Kossuth-díjas villamosmérnök, rektor, az MTA tagja
- Borbély Samu (1907–1984) matematikus, gépészmérnök, az MTA tagja
- Császár Ákos (1924–2017) matematikus, az MTA tagja
- Csáki Frigyes (1921–1977) Állami-díjas villamosmérnök, rektor, az MTA tagja
- Csibi Sándor (1927–2003) Állami-díjas villamosmérnök, az MTA tagja
- Czigler Győző (1850–1905) építész
- Csonka János (1852–1939) az egyetemi gépműhely vezetője, aki Bánki Donáttal közösen szerkesztette meg és szabadalmaztatta a világ első karburátorát
- Csűrös Zoltán (1901–1979) vegyészmérnök, az MTA tagja
- Domokos Gábor építészmérnök, matematikus, az MTA tagja, a gömböc feltalálója
- Dúll Andrea környezetpszichológus
- Egerváry Jenő (1891–1958) matematikus
- Erdey László (1910–1970) az analitikai kémia tudósa
- Galántai Zoltán jövőkutató, tudomány- és technikatörténész, író
- Gallai Tibor (1912–1992) matematikus, az MTA levelező tagja
- Gillemot László (1912–1977) Kossuth-díjas gépészmérnök, anyagtudós, az MTA tagja
- Geszti P. Ottó (1922–1985) Állami-díjas villamosmérnök, gépészmérnök, az MTA tagja
- Gombás Pál (1909–1971) kétszeres Kossuth-díjas elméleti fizikus, az MTA tagja
- Gruber József (1915–1972) gépészmérnök, egyetemi tanár, az Áramlástan Tanszék vezetője, az egyetem rektora, a Gépészmérnöki Kar dékánja.
- Gyarmati István (1929–2002) fizikus, fizikokémikus, az MTA tagja
- Hajdu Ottó (1959-2022) statisztikus, az MTA doktora, tanszékvezető egyetemi tanár
- Hajós György (1912–1972) matematikus
- Hardy Gyula (1928–1988) kémikus, vegyészmérnök, az MTA tagja
- Hauszmann Alajos (1847–1926) építész, az MTA tagja
- Hazay István (1901–1995) Kossuth-díjas geodéta, az MTA tagja
- Härtlein Károly tanszéki mérnök
- Heller Farkas (1877–1955) közgazdász, az MTA tagja
- Heller László (1907–1980) Kossuth-díjas gépészmérnök, a "Heller-Forgó System" néven a világon elterjedt erőművi hűtőrendszer egyik megalkotója, az MTA tagja
- Hültl Dezső (1870–1945) építész
- Kádas Kálmán (1908–1985) dékán, rektorhelyettes, magyar gépészmérnök, gazdasági mérnök, statisztikus, Heller Farkas munkatársa, egyetemi tanár, a műszaki tudományok doktora (1974).
- Kerkápoly Endre építőmérnök
- Kézdi Árpád (1919–1983) építőmérnök, az MTA tagja, a talajmechanika és a geotechnika kiemelkedő tudósa
- Kollár Lajos (1926–2004) építőmérnök, az MTA tagja
- Kónya Albert (1917–1988) fizikus, az MTA tagja, 1956–1957-ben Magyarország oktatásügyi, illetve művelődésügyi minisztere
- Korach Mór (1888–1975) Kossuth-díjas vegyészmérnök, az MTA tagja
- Korányi Imre (1896–1989) Kossuth-díjas hídépítő mérnök, statikus
- Korompay György (1905–1991) építészmérnök, urbanista
- Kotsis Iván (1889–1980) építész, építészettörténész, az MTA tagja
- Kovács István (1913–1996) atomfizikus, az MTA tagja
- Kováts Ferenc (1873–1956) gazdaságtörténész, közgazdász, az MTA tagja
- Kozma László (1902–1983) Kossuth-díjas villamosmérnök, az MTA tagja
- Kőnig Dénes (1884–1944) matematikus
- Kőnig Gyula (1849–1913) matematikus
- Kriesch János (1834–1888) zoológus, mezőgazdász, az MTA tagja
- Kruspér István (1818–1905) metrológus, geodéta, az MTA tagja
- Kürschák József (1864–1933) matematikus, az MTA tagja
- Laky Dezső (1887–1962) statisztikus, gazdaságpolitikus, az MTA tagja
- Latorcai János gépészmérnök, politikus, az Országgyűlés alelnöke
- Lipthay Sándor (1847–1910) vasútépítő mérnök, az MTA tagja
- Major Máté (1904–1986) Ybl- és Kossuth-díjas építészmérnök, egyetemi tanár, az MTA tagja
- Majtényi László jogtudós, adatvédelmi biztos
- Mosonyi Emil (1910–2009) Kossuth- és Széchenyi-díjas vízépítő mérnök, az MTA tagja
- Nógrádi György biztonságpolitikai szakértő, közgazdász
- Pattantyús-Ábrahám Géza (1885–1956) gépészmérnök
- Pecz Samu (1854–1922) építész
- Perényi Imre (1913–2002) építészmérnök, egyetemi tanár, egy időben Budapest főépítésze, illetve ÉVM miniszterhelyettes
- Péceli Gábor (1950- ) Széchenyi-díjas villamosmérnök, rektor, az MTA tagja
- Pfeifer Ignác (1868–1941) vegyészmérnök
- Pogány Frigyes (1908–1976) építészmérnök, művészettörténész
- Polinszky Károly (1922–1998) vegyészmérnök, oktatásügyi miniszter, az MTA tagja
- Prékopa András (1929-2016) Széchenyi-díjas matematikus, az MTA tagja
- Rados Jenő (1895–1992) építész-műtörténész[23]
- Rados Gusztáv (1862–1942) matematikus, az MTA tagja
- Reischl Antal (1916–1978) építészmérnök
- Sárközy Tamás (1940–2020) jogász, miniszterhelyettes
- Schnell László (1923-1995) Állami-díjas gépészmérnök, tanszékvezető egyetemi tanár
- Schulek Frigyes (1841–1919) építész
- Sigmond Elek (1873–1939) a talajkémia tudósa
- Simonyi Károly (1916–2001) Kossuth-díjas mérnök, fizikus
- Steindl Imre (1839–1902) építész, az MTA tagja
- Stoczek József (1819–1890) mérnök, az MTA tagja, alelnöke
- Szily Kálmán (1838–1924) fizikus, nyelvész, az MTA tagja, főtitkára
- Szily Kálmán (1875–1958) mérnök, az MTA tagja
- Török Ádám közgazdász, az MTA tagja, főtitkára
- Török Péter (1958–2022) Ybl Miklós-díjas tájépítész, címzetes egyetemi docens
- Tuschák Róbert (1927–2018) Széchenyi-díjas gépész- és villamosmérnök, rektorhelyettes, az MTA tagja
- Varga József (1891–1956) Kossuth-díjas vegyészmérnök, gazdaságpolitikus, a nyersolaj és a szenek hidrogénezésének tudósa, az MTA tagja
- Veress József (1949-) közgazdász, MTA doktora, egyetemi tanár, dékán
- Warga László (1878–1952) építészmérnök
- Wartha Vince (1844–1914) vegyész, az eozinmázas kerámia titkának felismerője, az MTA tagja
- Weichinger Károly (1893–1982) Kossuth-díjas építész[24]
- Zemplén Géza (1883–1956) a cukrok kémiájának tudósa
- Zemplén Győző (1879–1916) elméleti fizikus
- Zielinski Szilárd (1860–1924) építőmérnök, a magyarországi vasbetonépítés úttörője
- Zipernowsky Károly (1853–1942) a transzformátort feltaláló magyar mérnökök egyike

## Az Egyetem épületei
A Műegyetem épületei, építményei önmagukban is komoly értéket képviselnek, több műemlék van közöttük:
- A: adminisztrációs épület

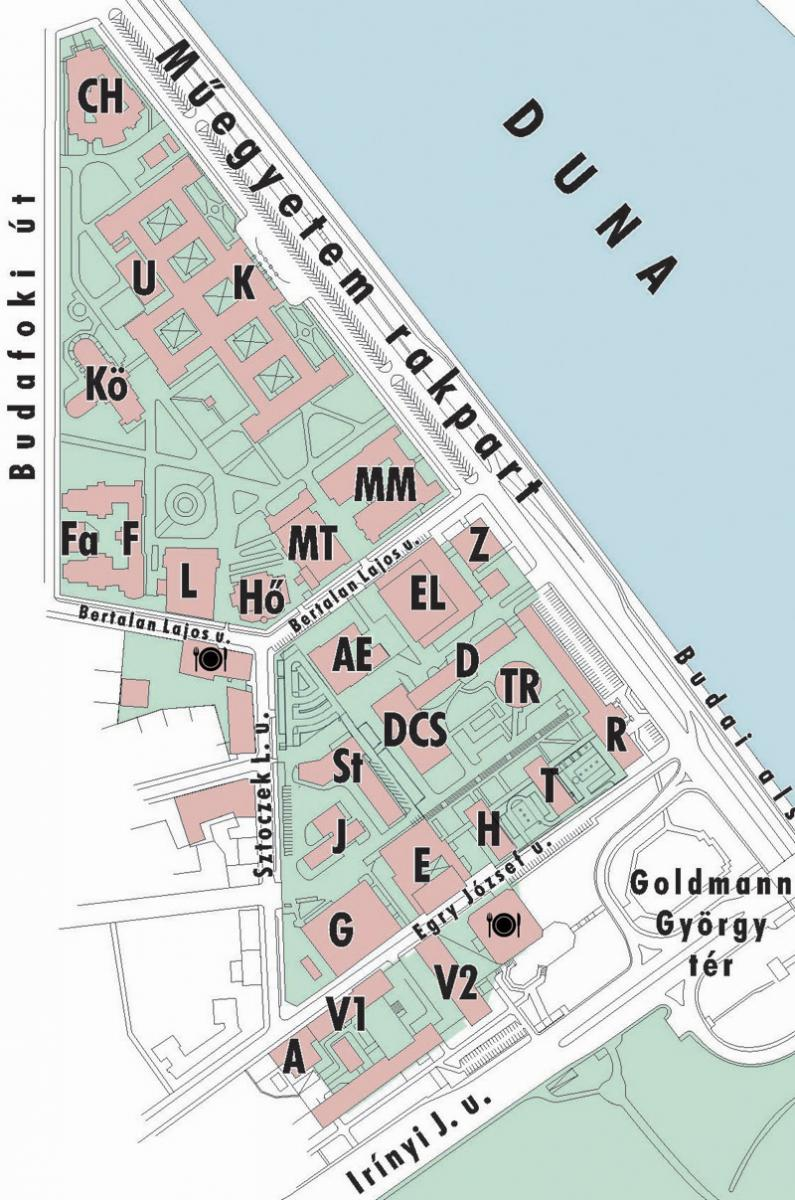
Az egyetem térképe a lágymányosi campus kivételével.

- AE (aerodinamika): a Gépészmérnöki Kar Áramlástan Tanszékének épülete
- CH (chemia): a Vegyészmérnöki és Biomérnöki Kar épülete
- D (egyes források szerint Duna-parti, habár ez kétséges, mivel az egyetem teljes egészében ott található): a Gépészmérnöki Kar épülete. D, mint dinamika.
- Dcs (D-csarnok): a Gépészmérnöki Kar dinamikai csarnok épülete
- ÉL (építőmérnöki laboratórium): az épületben működik a BME Sportközpont, valamint az Építőmérnöki Kar Építőanyagok és Magasépítéstan Tanszék valamint Út- és Vasútépítési Tanszék pár irodája, laborja
- F (fizika): a Fizikai Intézet épülete
- Fa (atomfizika): A Fizikai Intézet Atomfizikai Tanszékének épülete
- G (gépgyártás-technológia): a Gépészmérnöki Kar épülete
- Hö: hőtechnikai laboratórium
- I (informatika): a Villamosmérnöki és Informatikai Kar épülete
- J (járműgépészet): járműgéptani laboratóriumi épület
- K: központi épület
- Kö (könyvtár): az Országos Műszaki Információs Központ és Könyvtár épülete
- L (logisztika): az Anyagmozgatási és Logisztikai Rendszerek tanszék épülete, valamint vízgép-laboratóriumi épület
- MM/MG (műszaki mechanika, mezőgazdasági gépek): a két épület egybe van építve, a Közlekedésmérnöki és Járműmérnöki Kar Vasúti Járművek, Repülőgépek és Hajók-, valamint a Gépjárművek és Járműgyártás Tanszékeinek épületei; előbbi tűztoronyként szolgált, utóbbi malomépület
- MT (műszaki technológia): a Gépészmérnöki Kar Anyagtudomány és Technológia Tanszékének épülete
- Q: az egyetem legújabb épülete, a Villamosmérnöki és Informatikai-, valamint a Gazdaság- és Társadalomtudományi Kar épülete
- R, T, H, E (Rajztermi, Tantermi, Haditechnikai, Elektromosság, a városi legenda szerint Rákosi, Tudás, Haladás, Előre): az R épületben található a Központi Tanulmányi Hivatal, ez az egyetem postai címe is; a T épületben orvosi rendelő, optika, valamint a TTK és GTK gyakorlati termei találhatók; a H épület a Matematika Intézet épülete; az E épület pedig a Nyelvi Intézet épülete
- TR (tanreaktor, korábban AT (atomreaktor)): az ország legkisebb teljesítményű nukleáris reaktora
- St (Stoczek, Stoczek József tiszteletére, valamint az épület bejárata a Stoczek utca felől van): a Közlekedésmérnöki és Járműmérnöki Kar gyakorlati- és laboratóriumi épülete
- V1 (villamosság): a VIK laboratóriumi épülete
- Z: eredetileg a Közlekedésmérnöki Kar épülete, jelenleg a Pázmány Péter Katolikus Egyetem használja.[26]

### Egyéb/lebontott épületek
- U (út): az Építőmérnöki Kar Vízi Közmű és Környezetmérnöki Tanszéke használta ideiglenes jelleggel; 2015-ben bontották le
- V2 (villamosság): a VIK laboratóriumi épülete volt; a tanszékeket és laborokat az I, Q és V1 épületekbe költöztették át[27]
- Goldmann menza: A V2 és a Goldmann menza helyére a BME Fejlesztési és Innovációs Központ kerül majd.[28][29][30]
- Stoczek menza
- Tüskecsarnok: 2014-ben átadott sportlétesítmény
- MTA TTK: a Magyar Tudományos Akadémia Természettudományi Kutatóközpontja; eredetileg a BME Q2, irodai épülete lett volna, ám a kivitelező csődje miatt végül az nem készült el
- Q3: a Q1 és Q2 épületeket kiegészítő mélygarázs és kávézó lett volna, de a tervezési szakaszban elvetették

### Az Egyetem szobrai

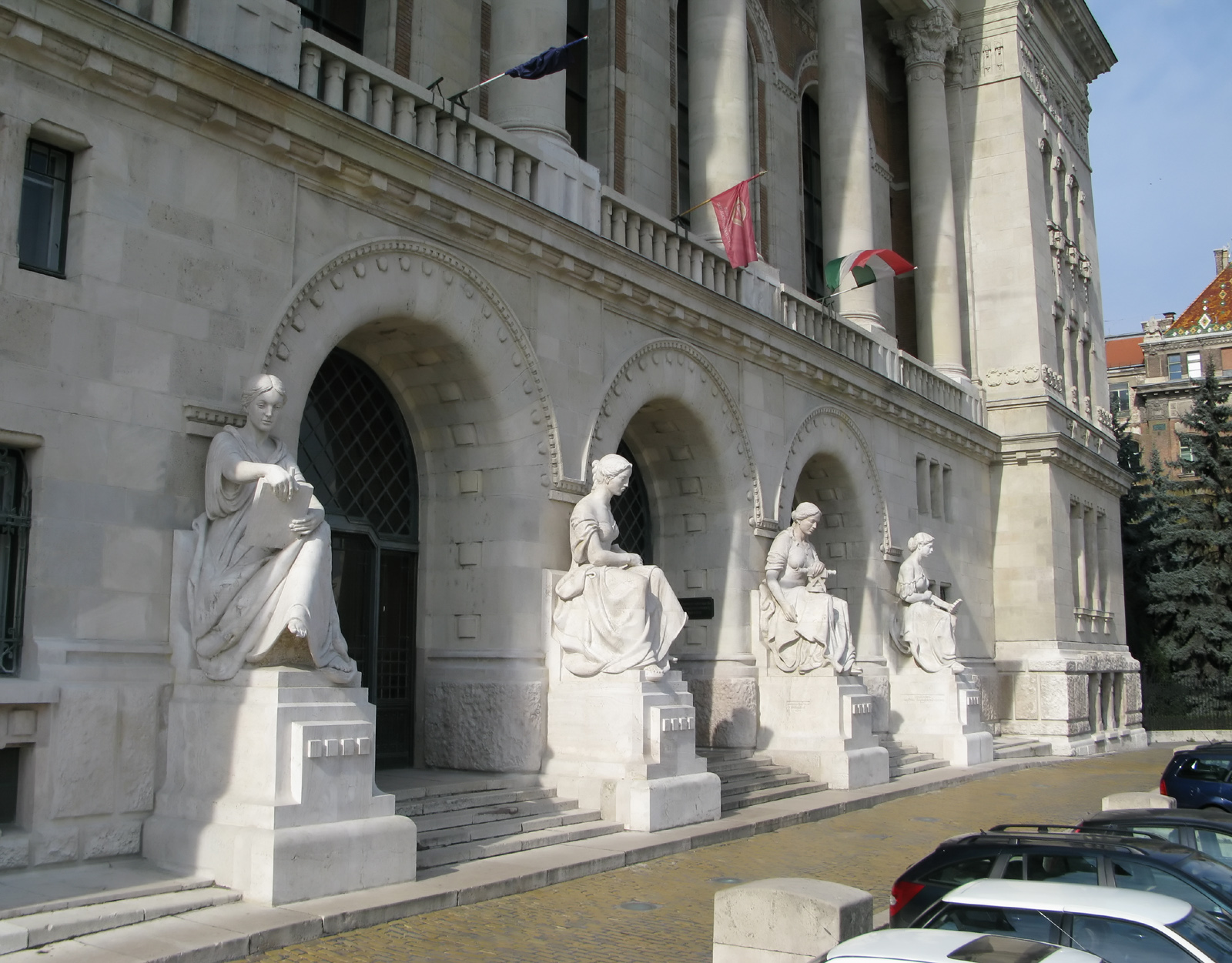
A BME főbejárata a négy allegorikus nőalakkal

Az Egyetemen számos szobor, műalkotás is található. Ezek közül feltétlenül kiemelendő a Központi épület bejáratánál található négy nőalak szobra. Ezek a szobrok a technikai tudományokat ábrázolták, vagyis az egyetem egykori négy karát, korabeli szóhasználattal, "szakosztályát" (a mérnöki, az építészeti, a gépészmérnöki és a vegyészmérnöki szakosztályokat). A főhomlokzat szerves részét képező allegorikus alakokat Senyei Károly 1909-re készítette el. A szobrok a II. világháború alatt megsemmisültek. Az Egyetem fellelhető fotók és dokumentációk alapján vállalati adományok segítségével, a Magyar Képzőművészeti Egyetemmel közös kutatási program eredményeképpen kerülhettek újra felállításra az egyetem 225. jubileumi tanévében, 2007. szeptember 3-án. A 3,3 m magas szobrok egyenként több mint 9 tonna súlyúak, elkészítésük egy évet vett igénybe.
Szintén a K épülethez kapcsolódik József nádornak, az Egyetem korábbi névadójának – korábban elveszettnek hitt – mellszobra, amelyet a kilencvenes évek végén állítottak fel újra. A szobor a II. világháború során eltűnt, majd egészen véletlenül mintegy 50 év elteltével az egyetem egyik pincéjének folyosóján heverve, fej nélkül találták rá. A szobrot rendbehozatták, a korabeli ábrázolások alapján a fejét újrafaragták, és így újra látható a K épület első emeletének folyosóján.
A könyvtárépület nagyolvasójának falát díszítette az 1913-ban elkészült freskó, amelyet Raksányi Dezső és diákjai készítettek. Ez a freskó a II. világháborúban csak kis mértékben sérült meg, de a felújítás során mégis lefestették, amire talán az akkori rendszer és a kép szélén szereplő Teleki Pál személye adhat magyarázatot.
Az említetteken kívül még számos volt oktatónk, hallgatónk illetve esemény emlékét őrzik műalkotások az egyetemi épületekben és parkokban.

## A világ egyetemeinek és a magyarországi egyetemek rangsorában
|                                        | 2016    | 2017    | 2018     | 2019     | 2020      | 2021      | 2022      | 2023      |
| -------------------------------------- | ------- | ------- | -------- | -------- | --------- | --------- | --------- | --------- |
| Academic Ranking of World Universities |         |         | 701-800  | 801-900  | 801-900   | 801-900   | 901-1000  | 901-1000  |
| Center for World University Rankings   |         |         |          |          |           |           | 931       | 947       |
| HVG                                    |         |         |          | 4        | 3         |           | 2         | 3         |
| QS                                     |         | 701-750 | 751-800  | 801-1000 | 801-1000  | 801-1000  | 801-1000  | 801-1000  |
| Times Higher Education                 | 601-800 | 601-800 | 801-1000 | 801-1000 | 1001-1200 | 1001-1200 | 1201-1500 | 1201-1500 |

### Egyetemi sajtó
- Egyetemi értesítő
- Műhely – az Egyetemi Hallgatói Képviselet portálja
- Impulzus – a Villamosmérnöki és Informatikai Kar Hallgatói Képviseletének lapja
- Karima – az Építőmérnöki Kar Hallgatói Képviseletének lapja
- KÁTÉ A Káté (korábbi nevén: Gépész KáTé) a BME Gépészmérnöki Kar Hallgatói Képviseletének a lapja. Keletkezésének ideje 1974. október 21., amikor az akkori Budapesti Műszaki Egyetem (BME) karain működő KISZ-szervezetek közösen úgy döntöttek, hogy létrehozzák saját lapjaikat. Az akkori megfogalmazás szerint ezeket kari tájékoztatónak nevezték, innen ered a „KáTé” név. A Gépész KÁTÉ első főszerkesztője Bánsághi Tamás gépészmérnök-hallgató volt, az első, még háromfős szerkesztőbizottság másik két tagja Göntér Miklós és Sándor András gépészmérnök-hallgatók voltak. A szerkesztőség jelenleg a Kármán Tódor Kollégiumban működik a saját irodájában. A tagok által írt és szerkesztett újság az őszi és tavaszi szemeszterekben havonta 1000 példányban jelenik meg.

- Közhír – a BME Közlekedésmérnöki Kar Hallgatói Önkormányzatának hivatalos lapja
- Pikk Ász – a TTK online magazinja
- Periodica Polytechnica – az Egyetem tudományos közlönye
- GTTimes – a Gazdaság- és Társadalomtudományi Kar lapja